# ビル・ネルソン
クラレンス・ウィリアム「ビル」ネルソン (Clarence William "Bill" Nelson, 1942年9月29日 - ) は、アメリカ合衆国の政治家。フロリダ州選出上院議員、民主党所属。1986年に彼はスペースシャトル・コロンビアにペイロードスペシャリストとして乗り組み、宇宙飛行を行った二人目の現職議員となった。

## 生い立ちおよび初期の経歴
ネルソンはマイアミで、クラレンス・ネルソンおよびナニー・メール・ネルソン夫妻の一人息子として生まれる。幼少期をフロリダ州メルボルンで過ごし、メルボルン高校に入学した。高校ではキー・クラブの会長を務めた。高校卒業後フロリダ大学に進学し、その後イェール大学に転籍、1965年に学位を取得した。1968年にはバージニア大学で法学位を取得した。
在学中にネルソンは予備役将校訓練課程に登録される。1965年、陸軍予備役部隊に入隊する。1968年から70年まで現役勤務し、大尉に昇進した。ネルソンは1971年まで陸軍に留まった。
ネルソンは1968年に法曹界入りし、1970年にメルボルンで弁護士を開業した。1971年にはルービン・アスキュー知事の法律アシスタントを務めた。
1972年にネルソンはグレース・カヴァートと結婚した。夫妻は二人の子供、ビル・ネルソン・ジュニア、ナン・エレン・ネルソンをもうけた。一家はオーランド近郊のボールドウィン・パークに居住する。

## 航空宇宙局長官
2021年3月19日、ジョー・バイデンアメリカ合衆国大統領より、アメリカ航空宇宙局長官に指名される。